# Код Немета
Код Немета Брайля для математиків — метод Брайля для кодування математичної та наукової нотації лінійно з використанням стандартних шести крапок. Код був розроблений Абрагамом Неметом. Був вперше опублікований в 1952 році. Доповнений у 1956, 1965 та 1972 роках. і, починаючи з 1992, інтегрований в Єдиний Англійський Брайль. Приклад компактної читабельної Мови розмітки. 
Код Немета — один із способів запису математики брайлем. Сьогодні існує багато використовуваних систем у світі.

## Принципи Коду Немета
Книжка Код Немета (1972) починається наступними словами:
Цей Код Брайля для Математичних та Наукових Нотацій був розроблений з метою надати систему символів, які б дозволили презентувати технічну літературу шрифтом Брайля. Код має намір передати якомога можливе достовірне враження брайлівському читачу відповідно до друкованого тексту. Це і є одна з його особливостей. Коли читач брайля має добре уявлення про відповідний друкований текст, площа комунікації між ним та його викладачем, його колегами, його партнерами, та цілим світом значно збільшується. Тест достовірності з якою Код передає інформацію від друкованого до брайлівського, впливає на транскрипцію в протилежному напрямку. Кількість узгодження між ориганільним друкованим текстом та тим, що транскрибований з брайля є виміром достовірності Коду.
Транскриптор брайля не обов'язково повинен розуміти викладену математику. Транскриптор повинен відрізняти інкриптовані символи та знати як перетворити їх у Код Немета. Наприклад, якщо однаковий математичний символ може позначати два поняття, це не має значення. Обидва випадки будуть брайльовані однаково. Це контрастно відрізняється від Міжнародного Коду Музики Брайля, де Брайль залежить від значення інкриптованої музики. Тому знання музики вимагається, щоб відтворити брайлівську музику, але знання математики не вимагається, щоб відтворити математичний брайль в Коді Немета.

## Таблиця Кодів Немета

### Загальні Символи[4]
| Символ | * | , | … |
| ------ | - | - | - |
| Брайль |   |   |   |